# Рейхскомиссариат Бельгия и Северная Франция
Рейхскомиссариат Бельгия и Северная Франция (нем. Reichskommissariat Belgien und Nordfrankreich, фр. Commissariat du Reich de Belgique et du Nord de la France) — административно-территориальная единица нацистской Германии, существовавшая в 1944 году на оккупированных немецкими войсками территориях Бельгии и Северной части Франции (департаменты Нор и Па-де-Кале).
18 июля 1944 года на оккупированной территории Бельгии и Северной части Франции был образован рейхскомиссариат. В сентябре 1944 года была освобождена территория Бельгии, полностью территория Бельгии и Северной Франции были освобождены к зиме 1944—1945 года.
15 декабря 1944 года территория рейхскомиссариата де-юре была присоединена к Германии и образованы рейхсгау Фландрия, Валлония и Брюссель[en].